# 325 (عدد)
325 هو عدد صحيح، يلي العدد 324 وويسبق العدد 326.

## في الرياضيات

### خصائص
- عدد طبيعي.[3]
- عدد فردي.[4][5]
- عدد موجب،[6] السالب منه هو -325.[7]

## في التاريخ
- 325 هـ هي سنة في التقويم الهجري.
- هي سنة 325 م في التقويم الميلادي.

## وصلات خارجية
الأعداد الصاتمة، ديوان اللغة العربية.